# Frederick Irwin

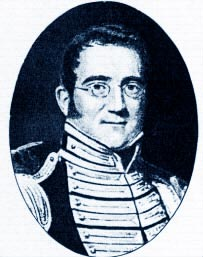
Frederick Irwin

Frederick Chidley Irwin (* 22. März 1794 in Drogheda, Irland; † 31. März 1860 in Cheltenham, England) war ein britischer Oberstleutnant und Gouverneur der Kolonie Western Australia.

## Leben
Frederick Irwin wurde 1794 als Sohn des Pastors James Irwin geboren. Einige Quellen deuten auf 1788 als Geburtsjahr hin. 1808 trat er in die Armee ein und wurde für seinen Einsatz im „Peninsula War“ mehrfach ausgezeichnet. Ab 1816–17 wurde er zunächst nach Kap der Guten Hoffnung und später nach Ceylon versetzt.
Nach der Gründung der Kolonie Western Australia im Jahre 1828 wurde Irwins Cousin James Stirling zu deren erstem Gouverneur ernannt. Irwin wurde als Kommandant des 63. Infanterieregiments zum Schutz der neuen Kolonie ebenfalls nach Australien beordert. 1829 kam er mit seinem Regiment an Bord der HMS Sulphur in Australien an.
1831 ernannte Stirling Irwin zum stellvertretenden Vorsitzenden des westaustralischen Parlaments. Darüber hinaus vertrat Irwin den Gouverneur während der Abwesenheit Stirlings zwischen 1832 und 1833. 1837 wurde er zum Major befördert und erhielt den Oberbefehl über die Truppen in Westaustralien. Im Jahr 1845 erhielt er die Beförderung zum Oberstleutnant.
Nach dem Tod des Gouverneurs Andrew Clarke im Februar 1847 übernahm er für ein Jahr dessen Amtsgeschäfte. Unter den Siedlern war er jedoch sehr unbeliebt, er wurde als streng und starrsinnig beschrieben. Während seiner Zeit als Gouverneur befand sich zudem die Kolonie in einer schweren Wirtschaftskrise, die Irwin nicht beenden konnte.
Nach der Ankunft des neuen Gouverneurs Charles Fitzgerald im August 1847 behielt Irwin seinen Posten als militärischer Oberbefehlshaber, bis er sich 1852 aus der Armee zurückzog und in England niederließ. Er starb am 31. März 1860 in Cheltenham.

## Werke
- The State and Position of Western Australia, Commonly Called the Swan-River Settlement. Simpkin, Marshall. London, 1835.